# Hoteldebotel
Hoteldebotel is een, uit het Jiddisch afkomstige, uitdrukking in het Nederlands. Afhankelijk van de context betekent het "helemaal van streek", "stapelgek", "verrukt van iets", of ook wel "(dol)verliefd".

## Oorsprong en etymologie
De uitdrukking is in het Nederlands beland via het Jiddische over oe-batl (עבר ובטל), hetgeen verbasterd is tot overlewotel in de betekenis van "geheel overstuur". Het woord is verder te herleiden tot het Hebreeuwse awar oe-wotel, hetgeen "heengegaan en verdwenen (van de wereld)" betekent. Dit begrip is weer ontleend aan het Misjna-traktaat Avot (אבות), ook Pirké Avot (פרקי אבות) genaamd ("Spreuken der vaderen"), hetgeen onderdeel van de zogenaamde "mondelinge leer" vormt.
Oorspronkelijk werd overbotel gebruikt om de waarde van offers aan God weer te geven. Als het offer niet op de juiste plek werd gebracht of niet van de beste kwaliteit was, werd het niet goed bevonden. Het was dan ongeldig, oftewel overbotel.

## Gebruik
In het dagelijks taalgebruik wordt hoteldebotel vooral gebezigd als men door een bepaalde emotie totaal van slag is. Dat kan bijvoorbeeld in de context van verliefdheid zijn waarmee dan bedoeld wordt dat iemand totaal verzot is op een ander, maar ook bij een droeve gebeurtenis waardoor men van slag is geraakt en niet meer aanspreekbaar.
In het Modern-Hebreeuws wordt met over batel (עוֹבֵר בָּטֵל) een lui, weinig presterend mens aangeduid of iemand die op leeftijd dan wel stervende is.

## Televisie
In 1976 werd de uitdrukking als woordspeling gebruikt voor de Nederlandse versie van Fawlty Towers, Hotel de Botel. Deze televisieserie speelt zich af in een hotel waar zich verwarrende toestanden voordoen.